# لوکاس برالدو
لوکاس برالدو (انگلیسی: Lucas Beraldo؛ زادهٔ ۲۴ نوامبر ۲۰۰۳) بازیکن فوتبال اهل برزیل است که در حال حاضر برای باشگاه فوتبال پاری سن-ژرمن بازی می‌کند. 
وی همچنین در تیم‌های ملی فوتبال زیر ۲۰ سال برزیل و برزیل بازی کرده است.